# Levi Yitzchok de Berdichev
El rabino Levi Yitzchok de Berdýchiv (1740-1809 en Berdýchiv) también conocido como el Berdichever, era un líder jasídico. Fue el rabino de Ryczywół, Żelechów, Pinsk y Berdýchiv, lugar por el cual es conocido. Fue uno de los principales discípulos del Maguid de Mezeritch, y de su discípulo el rabino Shmelke de Nikolsburg, a quien sucedió como rabino de Ryczywół. Levi Yitzchok es el bisabuelo del artista israelí Isaac Frenkel Frenel.

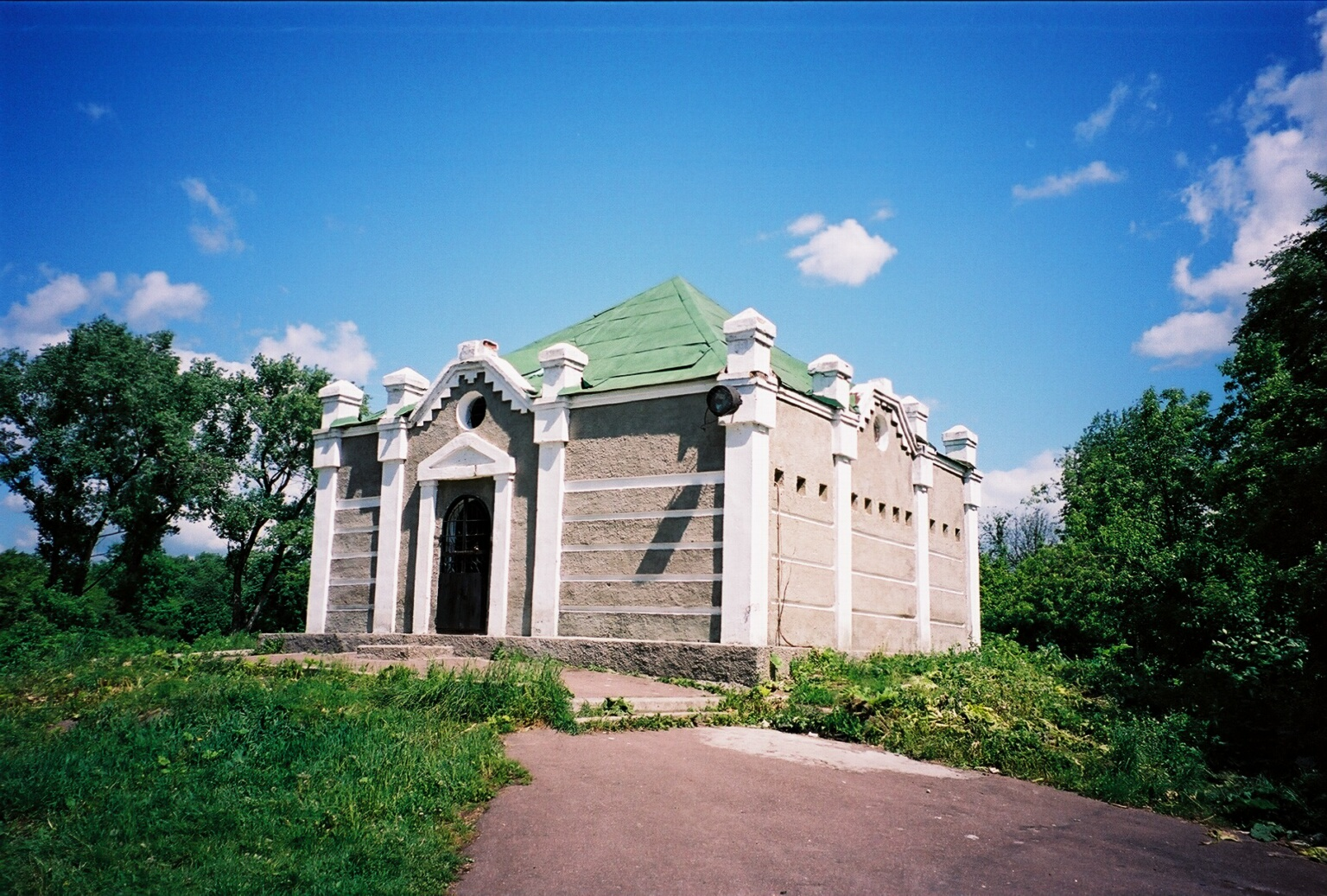
Mausoleo de Levi Yitzchok en Berdýchiv.

Levi Yitzchok fue conocido como el abogado defensor del pueblo judío, porque se creía que él podía interceder en su nombre ante Dios. Fue conocido por su compasión por cada judío, fue por lo tanto uno de los líderes más queridos de los judíos asquenazíes de Europa oriental. El rebe de Berdýchiv, fue el autor del clásico jasídico Kedushas Levi, esta obra es un comentario sobre varios libros religiosos judíos, y sobre diversas leyes rabínicas. El rebe de Berdýchiv, es considerado por algunos como el fundador del jasidismo en la región central de Polonia.
Levi Yitzchok fue conocido por tener una relación de amistad con el famoso rabino Schneur Zalman de Liadí, quien fue el primer rebe de Jabad. El rabino Najman de Breslev lo llamó "Gloria de Israel".
El rabino Levi Yitzchok compuso algunas canciones folclóricas populares jasídicas. El rabino de Berdýchiv murió el día 25 de Tishrei del año 5570 (1809) y fue enterrado en el viejo cementerio judío de Berdýchiv, en Ucrania, entonces bajo el control del Imperio ruso. El rebe tuvo tres hijos. El primero de ellos, Meyer, murió a una edad temprana. El segundo, Israel, sucedió a su padre como líder del movimiento jasídico. Uno de los nietos del rabino Levi Yitzchok, se casó con la hija del rabino Dovber Schneuri, el segundo de los rebes de Jabad-Lubavitch, y el primer rebe de Jabad que residió en Liubávichi.